# Lega professionistica degli Emirati Arabi Uniti 2018-2019
La UAE Pro-League 2018-2019 è stata la 44ª edizione della massima competizione nazionale per club degli Emirati Arabi Uniti.

## Squadre partecipanti
| Club              | Città             | Stadio                     | Capacità |
| ----------------- | ----------------- | -------------------------- | -------- |
| Ajman             | Ajman             | Ajman Stadium              | 5,537    |
| Al-Ain            | Al-Ain            | Hazza Bin Zayed Stadium    | 22,717   |
| Al Dhafra         | Madinat Zayed     | Al Dhafra Stadium          | 5,020    |
| Fujairah          | Dibba Al-Fujairah | Fujairah Club Stadium      | 10,645   |
| Al-Jazira         | Abu Dhabi         | Mohammad Bin Zayed Stadium | 42,056   |
| Al-Nasr           | Dubai             | Al-Maktoum Stadium         | 12,000   |
| Al-Wahda          | Abu Dhabi         | Al Nahyan Stadium          | 12,000   |
| Al-Wasl           | Dubai             | Zabeel Stadium             | 8,439    |
| Baniyas           | Abu Dhabi         | Baniyas Stadium            | 9,570    |
| Dibba Al-Fujairah | Dibba Al-Fujairah | Fujairah Club Stadium      | 10,645   |
| Emirates          | Ras Al Khaimah    | Emirates Club Stadium      | 5,200    |
| Ittihad Kalba     | Kalba             | Ittihad Kalba Stadium      | 8,500    |
| Shabab Al-Ahli    | Dubai             | Al-Rashid Stadium          | 18,000   |
| Sharjah           | Sharjah           | Stadio Sharjah             | 11,073   |

## Giocatori Stranieri
Tutte le squadre possono firmare un numero illimitato di giocatori stranieri, ma ne possono solo schierare quattro in campo.
| Club              | Giocatore 1         | Giocatore 2      | Giocatore 3         | Giocatore 4       | Ex Giocatori                                  |
| ----------------- | ------------------- | ---------------- | ------------------- | ----------------- | --------------------------------------------- |
| Ajman             | Vander Vieira       | Adil Hermach     | Stanley Ohawuchi    | Mame Baba Thiam   |                                               |
| Al-Ain            | Caio                | Tsukasa Shiotani | Rúben Ribeiro       | Marcus Berg       | Hussein El Shahat                             |
| Al Dhafra         | Diego Rigonato      | Rômulo           | Amine Attouchi      | Nicolás Milesi    | Hélder Guedes                                 |
| Al-Jazira         | Leonardo            | Sébastien Siani  | Ernest Asante       | Nacer Barazite    |                                               |
| Al-Nasr           | Junior Dutra        | Ronnie Fernández | Joan Oumari         | Álvaro Negredo    | Iury Yohan Cabaye Marquinhos Gabriel Samuel   |
| Al-Wahda          | Sebastián Tagliabúe | Leonardo         | Rim Chang-woo       | Mourad Batna      |                                               |
| Al-Wasl           | Caio                | Fabio Lima       | Ronaldo Mendes      | Vinícius Lima     | Oh Ban-suk                                    |
| Baniyas           | Róbson              | Michael Ortega   | Leroy George        | Pedro Conde       |                                               |
| Dibba Al-Fujairah | Diogo Acosta        | Yaseen Al-Bakhit | Yousef Al-Rawashdeh | Driss Fettouhi    | Guilherme Schettine Yahya Jabrane Masoud Juma |
| Emirates          | Marcao              | Kaio             | Cheick Diabaté      | Saber Khalifa     | Aboubacar Sylla Bernie Ibini-Isei Bakare Kone |
| Fujairah          | Mohamed Benyettou   | Omar Kossoko     | Fernando Gabriel    | Samuel            | Jorge Ronaldo Mendes Lee Seung-hee            |
| Ittihad Kalba     | Myke                | Tommy Tobar      | Balázs Dzsudzsák    | Giovanni Sio      | Florentin Matei Raheem Lawal                  |
| Shabab Al-Ahli    | Emiliano Vecchio    | Mauro Díaz       | Jaime Ayoví         | Henrique Luvannor |                                               |
| Sharjah           | Igor Coronado       | Welliton         | Ryan Mendes         | Otabek Shukurov   |                                               |

## Classifica finale
|                                | Pos. | Squadra           | Pt | G  | V  | N  | P  | GF | GS | DR  |
| ------------------------------ | ---- | ----------------- | -- | -- | -- | -- | -- | -- | -- | --- |
| Emirati Arabi Uniti (bandiera) | 1.   | Sharjah           | 59 | 26 | 17 | 8  | 1  | 57 | 30 | +27 |
|                                | 2.   | Shabab Al-Ahli    | 53 | 26 | 17 | 2  | 7  | 57 | 36 | +21 |
|                                | 3.   | Al-Wahda          | 46 | 26 | 14 | 4  | 8  | 63 | 40 | +23 |
|                                | 4.   | Al-Ain            | 46 | 26 | 14 | 4  | 8  | 45 | 35 | +10 |
|                                | 5.   | Al-Jazira         | 45 | 26 | 13 | 6  | 7  | 66 | 41 | +25 |
|                                | 6.   | Baniyas           | 40 | 26 | 11 | 7  | 8  | 50 | 40 | +10 |
|                                | 7.   | Ajman             | 37 | 26 | 10 | 7  | 9  | 41 | 40 | +1  |
|                                | 8.   | Al-Nasr           | 36 | 26 | 10 | 6  | 10 | 42 | 41 | +1  |
|                                | 9.   | Al-Wasl           | 34 | 26 | 10 | 4  | 12 | 45 | 54 | -9  |
|                                | 10.  | Al Dhafra         | 29 | 26 | 8  | 5  | 13 | 37 | 49 | -12 |
|                                | 11.  | Ittihad Kalba     | 25 | 26 | 5  | 10 | 11 | 41 | 51 | -10 |
|                                | 12.  | Fujairah          | 21 | 26 | 5  | 6  | 15 | 36 | 63 | -27 |
|                                | 13.  | Emirates          | 18 | 26 | 4  | 6  | 16 | 30 | 62 | -32 |
|                                | 14.  | Dibba Al-Fujairah | 17 | 26 | 4  | 5  | 17 | 34 | 62 | -28 |

Legenda:

      Campione degli Emirati Arabi Uniti e ammessa alla AFC Champions League 2020

      Ammesse alla AFC Champions League 2020

      Retrocesse in UAE Second Division 2019-2020

Note:
Tre punti a vittoria, uno a pareggio, zero a sconfitta.

## Statistiche

### Classifica Marcatori
Aggiornati 26 Maggio 2019
| Posizione | Giocatore           | Club           | Goal |
| --------- | ------------------- | -------------- | ---- |
| 1         | Sebastián Tagliabúe | Al Wahda       | 27   |
| 2         | Ali Mabkhout        | Al Jazira      | 20   |
| 2         | Welliton            | Sharjah        | 20   |
| 4         | Pedro Conde         | Baniyas        | 18   |
| 5         | Igor Coronado       | Sharjah        | 17   |
| 6         | Álvaro Negredo      | Al Nasr        | 16   |
| 7         | Mohamed Benyettou   | Fujairah       | 14   |
| 8         | Caio                | Al Wasl        | 13   |
| 8         | Fábio Lima          | Al Wasl        | 13   |
| 8         | Leonardo            | Al Wahda       | 13   |
| 11        | Leonardo            | Al Jazira      | 12   |
| 11        | Henrique Luvannor   | Shabab Al Ahli | 12   |
| 11        | Jaime Ayoví         | Shabab Al Ahli | 12   |

### Premi individuali della Arabian Gulf League
Di seguito i vincitori.
| Premio                           | Giocatore          | Squadra           |
| -------------------------------- | ------------------ | ----------------- |
| Miglior giocatore                | Khalfan Mubarak    | Al-Jazira         |
| Miglior giocatore straniero      | Igor Coronado      | Sharjah           |
| Miglior giovane                  | Ali Saleh          | Al-Wasl           |
| Miglior portiere                 | Adel Al Hosani     | Sharjah           |
| Miglior Allenatore               | Abdulaziz Al Yassi | Sharjah           |
| Giocatore dell'anno per i tifosi | Driss Fettouhi     | Dibba Al-Fujairah |
| Miglior Goal                     | Michael Ortega     | Baniyas           |